# 1900.
◄ | 18. stoljeće | 19. stoljeće | 20. stoljeće | ►
◄ | 1870-ih | 1880-ih | 1890-ih | 1900-ih | 1910-ih | 1920-ih | 1930-ih | ►
◄◄ | ◄ | 1897. | 1898. | 1899. | 1900. | 1901. | 1902. | 1903. | ► | ►►
Arhitektura • Astronomija • Biologija • Film • Fotografija • Glazba • Kazalište • Kemija • Kiparstvo • Knjige • Književnost • Kršćanstvo • Meteorologija • Medicina • Planinarstvo • Politika • Pravo • Promet • Slikarstvo • Strip • Šport • Televizija • Znanost • Zrakoplovstvo • Željeznički promet
Iako je broj 1900 višekratnik broja 4, ova godina nije bila prijestupna jer nije djeljiva s 400, sukladno četvrtom reformom kalendara 1582. godine.

## Događaji

### Siječanj – ožujak
- 1. siječnja – Kruna je postala jedinstvena valuta u Austro-ugarskoj monarhiji
- 1. siječnja – U Nigeriji je uspostavljen britanski protektorat
- 2. siječnja – Prvi električni autobus pušten je u pogon u New Yorku
- 2. siječnja – John Hay najavljuje politku Otvorenih vrata koja promovira otvorenu američku trgovinu s Kinom
- 2. siječnja – Otvoren Čikaški kanal
- 5. siječnja – John Edward Redmond, vođa irskih nacionalista, poziva na ustanak protiv britanske vlasti
- 5. siječnja – Henry Augustus Rowland sa Sveučilišta Johns Hopkins otkriva zemljin magnetizam
- 6. siječnja – Buri napadaju Ladysmith, preko 1000 mrtvih
- 9. siječnja – Prvi putnički vlak pušten je u promet na ruti Kairo – Khartoum
- 9. siječnja – U Londonu izbija epidemija gripe
- 13. siječnja – Njemački car Vilim II. uvodi u njemačku vojsku njemački kao službeni jezik
- 14. siječnja – Premijera Puccinijeve "Tosce" u Rimu, neuspjeh, glumcima prijećeno smrću
- 23. siječnja – Oko 5000 australskih rudara kreće u štrajk
- 24. siječnja – Buri poraženi kod Spion Kopa
- 5. veljače – Ruska carska vlada opozicijskim je studentima odredila prisilnu obvezu služenja u vojsci
- 6. veljače – Osnovan Međunarodni sud u Haagu
- 9. veljače –  Dwight Davis utemeljuje Davis Cup
- 27. veljače – U Engleskoj utemeljena laburistička stranka
- 28. veljače – Veliko vojvodstvo Baden donijelo je uredbu kojom se, prvi put u Njemačkoj, ženama daje pravo na studij na visokim školama. Dotad su mogle sudjelovati samo kao gosti slušači.
- 13. ožujka – Britanska vojska osvaja Bloemfontein
- 14. ožujka – SAD prelazi na zlatni standard

### Travanj – lipanj
- 4. travnja – Atentat na princa od Walesa u Belgiji
- 14. travnja – Jubilarna Svjetska izložba otvorena u Parizu
- 22. travnja – U Zagrebu je osnovano Društvo hrvatskih književnika. U Matici hrvatskoj sastala se osnivačka skupština Društva hrvatskih književnika, na kojoj se okupilo sto književnika iz Zagreba i trojica izvan Zagreba. Predsjedao je predsjednik inicijativnoga odbora književnik Đuro Deželić. Za prvoga predsjednika izabran je najstariji hrvatski književnik, pripadnik generacije koja je vodila hrvatski narodni preporod – tada vrlo cijenjeni i popularni Ivan Trnski.
- 30. travnja – Havaji službeno postaju teritorij SAD-a
- 14. svibnja – Druge Olimpijske igre otvorene u Parizu
- 17. svibnja – Britanska vojska osvaja Mafeking
- 18. svibnja – Velika Britanija pripaja otok Tongu
- 31. svibnja – Bokserski ustanak u Kini
- 4. lipnja – Otvorena Rodinova izložba u Parizu
- 5. lipnja – Britanska vojska zauzima Pretoriju
- 5. lipnja –  Putnički brod Deutschland III. postavlja rekord u brzini
- 19. lipnja – Theodore Roosevelt postaje republikanski kandidat za potpredsjednika SAD-a
- 20. lipnja – Bokseri ubili njemačkog veleposlanika u Pekingu
- 22. lipnja – Posveta hrvatske mladeži Srcu Isusovu. Preko 160.000 hrvatskih mladića i djevojaka posvetilo se Srcu Isusovu, a spomen na posvetu ostao je u Hrvata u pjesmi skladanoj za tu prigodu Do nebesea nek' se ori.[1]
- 27. lipnja – Otvaranje središnje linije Londonske podzemne željeznice

### Srpanj – rujan
- 2. srpnja – Iznad Bodenskog jezera izveden je prvi let zrakoplovom cepelinom, kojeg je izgradio grof Ferdinand von Zeppelin
- 15. srpnja – Britanske trupe ugušile su ustanak Ašantija u Zlatnoj obali.
- 29. srpnja – Ubijen talijanski kralj Umberto I.
- 14. kolovoza – Savezničke trupe oslobađaju zaposjednuta veleposlanstva u Pekingu
- 31. kolovoza – Kraj željezničkog štrajka Taff Vale u Južnom Walesu
- 31. kolovoza – Britanska vojska okupirala Johannesburg
- 1. rujna – Razmjenom depeša između njemačkog cara Vilima II. i američkog predsjednika Williama McKinleyja proradila je prva njemačka transatlantska kabelska linija duga 13.000 kilometara, koja je ukinula monopol Velike Britanije nad gotovo svim međunarodnim kabelskim vezama.
- 19. rujna – Alfred Dreyfus pomilovan u Parizu

### Listopad – prosinac
- listopad – Norveški izumitelj Johan Vaaler traži patent za svoj izum spajalice za papir
- 16. listopada – Torijevci dobili britanske opće izbore
- 25. listopada – Velika Britanija pripaja Transvaal
- 6. studenog – Republikanac William McKinley pobijedio na predsjedničkim izborima u SAD-u
- 1. prosinca – Švicarsko Savezno vijeće donijelo je u Bernu odluku o pograničnom pitanju oko Francuske Gvajane, oko kojeg su se sporili Francuska i Brazil; većina teritorija dodijeljena je Brazilu
- 31. prosinca – U Kini je pogubljen kineski vojnik koji je 20. lipnja ubio njemačkog veleposlanika barona Klemensa Freiherra von Kettelera.

## Rođenja

### Siječanj – ožujak
- 1. siječnja
  - Paola Borboni, talijanska filmska glumica († 1995.)
  - Xavier Cugat, Kubanski vođa benda († 1990.)
  - Roger Maxwell, engleski glumac († 1971.)
  - Lillian Rich, engleska glumica u nijemom filmu († 1954.)
  - Chiune Sugihara, japanski diplomat († 1986.)
- 2. siječnja
  - William Haines, američki glumac († 1973.)
  - Mansaku Itami, japanski režiser († 1946.)
- 3. siječnja
  - Mara Švel-Garmišek, hrvatska književnica († 1975.)
  - Maurice Jaubert, francuski kompozitor, ranjen u borbi († 1940.)
  - Ernst Neubach, austrijski scenarist, producent i režiser († 1968.)
- 4. siječnja – James Bond (ornitolog), američki ornitolog († 1989.)
- 5. siječnja
  - George Magrill, američki glumac († 1952.)
  - Yves Tanguy, francuski slikar († 1955.)
- 6. siječnja – John West Sinclair, američki glumac († 1945.)
- 8. siječnja
  - Dorothy Adams, američka karakterna glumica († 1988.)
  - François de Menthon, francuski političar i profesor prava († 1984.)
- 9. siječnja
  - Emmanuel d'Astier de La Vigerie, francuski novinar i političar († 1969.)
  - Richard Halliburton, američki pustolov i pisac († 1939.
- 10. siječnja – Jean Gehret, švedski glumac i režiser († 1956.)Spencer Tracy
- 29. siječnja – Viktor Leljak, hrvatski glumac († 1982.)
- 4. veljače – Jacques Prévert – francuski pjesnik († 1977.)
- 22. veljače – Luis Buñuel, španjolski filmski redatelj († 1983.)
- 5. ožujka – Josip Gostić, hrvatski pjevač († 1963.)
- 9. ožujka – Howard Hathaway Aiken, američki matematičar († 1973.)
- 12. ožujka – Jozo Martinčević, hrvatski glumac († 1991.)
- 23. ožujka – Erich Fromm, američki psihoanalitičar njemačkog podrijetla († 1980.)
- 26. ožujka – Oton Postružnik, hrvatsko-slovenski slikar († 1978.)

### Travanj – lipanj
- 5. travnja – Spencer Tracy, američki filmski glumac († 1967.)
- 15. travnja – Hijacint Bošković, hrv. dominikanski tomist, mislilac, filozof, bogoslov, prvi otvoreni kritičar nacizma u Europi († 1947.)
- 18. travnja – Danica Širola, hrvatska učiteljica († 1926.)
- 25. travnja – Vjekoslav Štefanić, hrvatski filolog († 1975.)
- 4. svibnja – Antun Augustinčić, hrvatski kipar († 1979.)
- 19. svibnja – Anton Vovk, slovenski nadbiskup († 1963.)
- 29. lipnja – Antoine de Saint-Exupéry, francuski književnik i avijatičar († 1944.)

### Srpanj – rujan
- 4. srpnja – Louis Armstrong, američki jazz glazbenik († 1971.)
- 31. kolovoza – Milan Katić, hrvatski redatelj i scenarist († 1969.)
- 25. kolovoza – Hans Adolf Krebs, njemački liječnik, nobelovac († 1981.)

### Listopad – prosinac
- 3. listopada – Thomas Wolfe, američki književnik († 1938.)
- 7. listopada – Heinrich Himmler, njemački nacistički političar († 1945.)
- 10. listopada – Helen Hayes, američka glumica († 1993.)
- 14. studenog – Aaron Copland, američki skladatelj i dirigent († 1990.)
- 7. prosinca – Katerina Bilokur, ukrajinska slikarica († 1961.)
- 9. prosinca – Stjepan Bocak, hrvatski nogometaš († 1981.)
- 31. prosinca – Marica Stanković, hrvatska katolička aktivistica, prosvjetna djelatnica († 1957.)

## Smrti

### Siječanj – ožujak
- 20. siječnja – John Ruskin, engleski pisac i kritičar (* 1819.)

### Travanj – lipanj
- 24. travnja – Mihovilj Naković, hrvatski pisac i učitelj iz Gradišća (* 1840.)
- 18. travnja – Rudolf Charousek, mađarski šahist (* 1873.)

### Srpanj – rujan
- 21. srpnja – Alberico Crescitelli, talijanski misionar i svetac (* 1863.)
- 26. srpnja – Josip Torbar, hrvatski prirodoslovac (* 1824.)
- 7. kolovoza – Wilhelm Liebknecht, njemački političari (* 1826.)
- 12. kolovoza – Wilhelm Steinitz, austrijski šahist (* 1836.)
- 13. kolovoza – Vladimir Solovjov,  ruski filozof i pjesnik (* 1853.)
- 25. kolovoza – Friedrich Nietzsche, njemački filozof, pjesnik i klasični filolog (* 1844.)

### Listopad – prosinac
- 28. listopada – Max Müller, njemački filolog i orijentalist (* 1823.)
- 22. studenog – Arthur Sullivan, skladatelj opereta (* 1842.)
- 30. studenog – Oscar Wilde, irski književnik (* 1854.)
- 27. prosinca – William George Armstrong, engleski pronalazač i tvorničar (* 1810.)

## Umjetnost
- "Ujak Vanja" – drama Antona Pavloviča Čehova
- "Lord Jim" – roman Josepha Conrada
- "Tumačenje snova" – studija Sigmunda Freuda
- "Tosca" – opera Giacoma Puccinija

## Vanjske poveznice
|  | Zajednički poslužitelj ima još gradiva o temi 1900. |